# Werkleitz Gesellschaft
Der Verein Werkleitz unterstützt professionelle Künstler und Kunstnachwuchs, realisiert und präsentiert Filmkultur und Medienkunst, vom Kurzspielfilm über Dokumentarfilm bis zu interaktiven Installationen und Internetprojekten. Werkleitz wurde 1993 in Tornitz/Werkleitz gegründet und ist seit 2003 in Halle ansässig. Das jährliche Werkleitz Festival, hervorgegangen aus der Werkleitz Biennale, ist eine internationale Präsentationsplattform für Film- und Medienkunst in den neuen Bundesländern.
Das bereits 1995 von Werkleitz initiierte und von Creative Europe geförderte Stipendien- und Förderprogramm European Media Artists in Residence Exchange, geleitet von der European Media Art Platform (EMAP), A38 Produktionsstipendium, Werkleitz-Projektförderung, Supported Artist von Werkleitz unterstützt und vernetzt Einzelkünstler aus dem In- und Ausland. Seit 2011 bietet Werkleitz mit der mehrmonatigen Professional Media Master Class eine erfolgreiche Praxis-Weiterbildung für Dokumentarfilmer und Medienschaffende in Ost-/Mitteldeutschland. Der Technikverleih im Haus bietet Ausrüstung für unkommerzielle Film- und Videoproduktionen und steht beratend zur Seite.
In Kooperation mit der Burg Giebichenstein Kunsthochschule Halle betreibt Werkleitz das Videorama als Präsentationsort für Videokunst.
Werkleitz wird vom Land Sachsen-Anhalt institutionell gefördert.

## Geschichte
Die Gesellschaft wurde von 27 Studierenden und Kulturschaffenden aus den alten und neuen Bundesländern im gleichnamigen Dorf Werkleitz gegründet. Der Eintrag ins Vereinsregister erfolgte 1993. Das erste Ergebnis der Vereinsarbeit war die Werkleitz Biennale 1993 mit dem Titel Tapetenwechsel, der programmatisch für den Aufbruch in ein neues Konzept eines Medienkunstfestivals stand: die gemeinsame und gleichwertige Präsentation von Film/Video, Bildender Kunst, Computerkunst und Performance in einer kulturell wie finanziell strukturschwachen ländlichen Gegend.
Im Jahr 2004 wurde die Werkleitz Gesellschaft von der Stadt Halle eingeladen, ihren Sitz dort einzurichten. Vor allem aus logistischen und strukturellen Gründen folgten die Verantwortlichen der Einladung; mit Vereinsbeschluss vom 24. Oktober 2004 verließ die Gesellschaft Werkleitz und arbeitet seitdem von Halle aus.

## Tätigkeitsfelder
Die Gesellschaft leistet die Arbeit eines Medienlabors mit eigenem Technikverleih, der bei der Realisierung von Projekten im Bereich des Bewegtbilds und der digitalen Medien unterstützt. Weitere Angebote umfassen diverse Förderstipendien (EMAP/EMARE), Künstlerpräsentationen (Visiting Artist, Supported Artist), Workshops zu den Themen Filmprojektvorbereitung, Aufnahme, Postproduktion und Film- und Medientheorie, sowie die Erstellung und Betreuung der weltweit ersten umfangreichen Internet-Datenbank für Experimentalfilm und Videokunst, Cinovid (seit 1996). Darüber hinaus organisiert die Werkleitz Gesellschaft unterschiedliche Projekte; so zum Beispiel das Werkleitz Festival 2019 Modell und Ruine, das gefördert von der Kulturstiftung des Bundes, anlässlich des 100-jährigen Bauhausjubiläums in Dessau ausgerichtet wurde.

## Werkleitz Biennale
Eines der Aushängeschilder waren bis 2006 die Werkleitz Biennalen, die alle zwei Jahre als ein topografische und kategorielle Grenzen übergreifendes Forum durchgeführt wurden, welches stets aus einem aufwendig kuratierten Filmprogramm und einer entsprechenden Ausstellung bestanden. Die Besonderheit, dies in ländlicher Umgebung durchzuführen, machte Werkleitz sowohl als Ort als auch als Medienkunstprojekt nicht nur für Fachkreise bekannt, spätestens nachdem Ulrich Wickert in den Tagesthemen von der „documenta des Ostens“ gesprochen hatte (31. Juli 2002).

### Biennalen
- Tapetenwechsel (1993)
- Cluster Images (1996)
- Sub Fiction (1998)
- [real]work (2000)
- Zugewinngemeinschaft (2002)
- Common Property/Allgemeingut (2004)
- Happy Believers (2006)

## Werkleitz Festival
Seit 2008 findet anstelle der Werkleitz Biennalen ein jährliches Werkleitz Festival statt, welches im Stadtraum Halle und weiteren Orten in Sachsen-Anhalt durchgeführt wird.
Die Feuilletons der regionalen und überregionalen deutschen Presse berichten regelmäßig über die Werkleitz Biennale und das Werkleitz Festival, u. a. weil es diesen Veranstaltungen gelingt, mit Thema und Präsentationsweise Aufmerksamkeit und Gemüter zu erregen. Die wechselnden Verantwortlichen konzentrieren sich dabei jeweils auf ein konkretes, gesellschaftlich relevantes Thema und hinterfragen dieses mithilfe künstlerischer Positionen.

### Festivals
- AMERIKA (2008)
- .move (2009)
- Angst hat große Augen (2010)
- ZOO (2011)
- .move forward (2012)
- Jubiläums Festival Utopien vermeiden (2013)
- Doppelgänger (2014)
- .move ON (2015)
- Trans-Positionen (2016)
- Nicht mehr, noch nicht (2017)
- Holen und Bringen (2018)
- Modell und Ruine (2019)
- Unter uns (2020)
- move to… (2021)
- Mehr oder Weniger (2022)
- Mein Schatz (2023)

## Projekte und Kooperationen
Die Zahl der nationalen und internationalen Kooperationen, z. B. mit dem Theater der Welt 2008, im Rahmen der EU-geförderten Stipendien (2007 etabliertes European Media Art Network) zusammen mit Impakt!-Festival Utrecht (Niederlande), VIVID Media Arts Centre Birmingham (United Kingdom) und Interspace Medienkunstzentrum Sofia (Bulgarien) oder auch durch Personalaustausch mit der Ars Electronica Linz (Österreich), wächst.
1995 initiiert die Werkleitz Gesellschaft das European Media Artists in Residence Exchange (EMARE) Programm mit wechselnden europäischen Medieneinrichtungen als Partner, das mit mehrfacher EU-Förderung bis heute 150 europäische Künstler unterstützen konnte. Daraus entstand 2018 die European Media Art Platform (EMAP).
2011 startete die Werkleitz Gesellschaft mit Unterstützung des European Social Funds und der Mitteldeutschen Medienförderung die Professional Media Master Class (PMMC) – eine halbjährige Weiterbildung für mitteldeutsche Medienschaffende im Dokumentarfilmbereich. Die Teilnehmer produzieren kurze Dokumentarfilme. Partner sind die Dokfilmwoche Leipzig, das Dokfest Kassel, sowie das Bandits-Mages Festival in Bourges und Labomedia in Orléans. Zu den Dozenten zählen bekannte Personen wie die Gründer des Internationalen Forums des Jungen Film der Berlinale, Erika Gregor und Ulrich Gregor, der Filmessayist Harun Farocki, sowie die mehrfach mit dem deutschen und internationalen Kamerapreisen ausgezeichnete Kamerafrau Sophie Maintigneux.

### European Media Art Platform (EMAP) 2018 – 21
Die European Media Art Platform (EMAP) wurde 2018 mit Unterstützung von Creative Europe gegründet. 11 führende europäische Medienkunstorganisationen und -festivals bildeten bis 2021 die Plattform, um aufstrebende Künstlerinnen und Künstler im Rahmen einer zweimonatigen interkulturellen Stipendien-Produktion zu unterstützen, die sich unter anderem mit Medieninstallationen, virtueller Realität, Robotik, KI und Bio Art befasst. Präsentiert wurden die entstandenen Werke in Gruppenausstellungen, oder bei den 70 Partnerorganisationen, die EMAP unterstützen. Die im Rahmen offener Ausschreibungen ausgewählten künstlerischen Projekte befassen sich mit den dringlichsten Herausforderungen unserer Zeit, wie Klimawandel, Umweltzerstörung, soziale Ungleichheiten, Integration oder digitale Überwachung. Die Künstlerinnen und Künstler bringen diese Themen an die Öffentlichkeit und entwickeln alternative Ideen.

### Professional Media Master Class (PMMC)
Die Professional Media Master Class (PMMC) von Werkleitz bietet seit 2011 mitteldeutschen Film- und Medienschaffenden verschiedener Bereiche die Möglichkeit, sich in der professionellen Medienpraxis weiterzubilden und für den Medienmarkt zu qualifizieren. Die PMMC ist keine akademische Ausbildung, sondern eine praxisorientierte Weiterbildung bei Meistern ihres Faches. Sie soll helfen, die Lücke zwischen den zahlreichen Medienstudiengängen Mitteldeutschlands und den praktischen Anforderungen der Medienbranche zu schließen.

### Luther-Trip 2014–2017
Werkleitz initiierte 2013 in Kooperation mit der Landesvereinigung kulturelle Kinder- und Jugendbildung Sachsen-Anhalt e. V. das mehrjährige Projekt Luther-Trip. Gemeinsam mit Jugendlichen und jungen Erwachsenen wurde eine webbasierte Karte, auf der Luthers Wege und bekannte Punkte der Reformationsbewegung mit eigenen Erfahrungen und Erlebnissen verknüpft wurden, entwickelt. Ziel war die Erforschung und Neuinterpretation der Themen Reformation und Luther im Rahmen von Exkursionen in Luthers Heimat, das Mansfelder Land. Bereits vor Ort konnten die gewonnenen Eindrücke in Form von Text-, Bild- und Audiomaterial von den Teilnehmenden über eine eigens entwickelte App in eine digitale Karte eingepflegt werden. Die kartierten Wege waren die Basis für jede weitere Exkursion. Mit jeder eingetragenen Tour wurde das Netzwerk engmaschiger. Die Exkursionen führten durch die von Landwirtschaft, Bergbau und Hüttenwesen geprägten Siedlungen. Neben dem Wirken des Reformators nahmen die Touren auch die kulturelle Identität der Region in den Blick.